# Antelope (Oregon)
Antelope è una città degli Stati Uniti d'America situata nell'Oregon, nella Contea di Wasco. Negli anni ottanta ha assunto brevemente il nome di Rajneeshpuram.

## Storia
La città sorse nel XIX secolo, prendendo il nome da una specie di antilocapre presente nella zona. L'ufficio postale fu aperto nel 1871 e la città raggiunse il suo picco di popolazione attorno al 1900, dopo che la Columbia Southern Railway completò una linea ferroviaria tra Biggs e Shaniko, a poche miglia da Antelope.
Negli anni ottanta si trasferirono qui numerosi seguaci del guru indiano Osho, che fondò la città di Rajneeshpuram nel vicino "Big Muddy Ranch". Il 18 settembre 1984 una votazione tra i residenti (per 57 a 22) decise di cambiare il nome della città da Antelope a Rajneeshpuram. Nel novembre dello stesso anno Osho lasciò gli Stati Uniti dopo aver patteggiato un'imputazione di favoreggiamento dell'immigrazione, seguito da numerosi seguaci.
Il 6 novembre 1985 i restanti residenti decisero (per 34 voti a 0) il ritorno del nome originale della città.
Il ranch dei seguaci di Osho, situato a 29 km da Antelope, è stato convertito in un podere chiamato "Washington Family Ranch".